# زبان سغدی

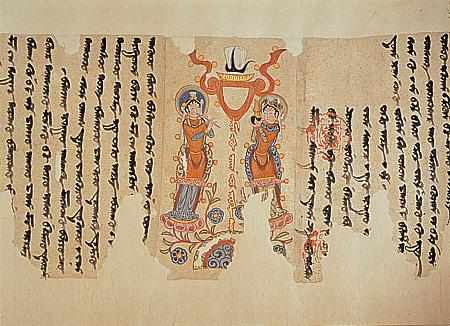
برگی از متون سغدی مانوی

زبان سُغدی از زبان‌های ایرانی شاخه شمال‌شرقی و زبان ناحیهٔ حاصلخیز سغد، واقع در میان آمودریا و سیردریا بوده است. مرکز سغدی‌ها سمرقند بود. زبان سغدی در آغاز در درهٔ رودخانهٔ زرافشان و نواحی پیرامون رایج بود و بعداً به عنوان زبان میانجی در بخش بزرگی از سمرقند رواج یافت. این زبان در طول ده قرن، سده‌های دوم تا دوازدهم میلادی، مهم‌ترین زبان ایرانی در ترکستان امروزی و فرارود، زبان تجاری جادهٔ ابریشم و از دیرزمان ابزار ارتباط و پیوند بخشی از فرهنگ‌های سرزمین‌های شرقی و غربی آسیا بوده است.
زبان سغدی به عنوان زبان گفتاری و نوشتاری تا سده نهم میلادی فعال بوده و زوال آن پس از سدهٔ ۱۱ آغاز گردیده است.
زبان سغدی بر اثر نفوذ و توسعه تدریجی فارسی میانه که برخوردار از پشتیبانی دولت ساسانی بود و نیز زبان ترکی که ارمغان هجوم قبایل ترک‌زبان، از رواج افتاد و سیر نابودی آن از سده پنجم هجری به بعد هم‌زمان با رواج زبان فارسی از یک سو و نفوذ زبان عربی و ترکی از سوی دیگر شتاب بیشتری یافت.
امروزه تنها زبان بازمانده از گویش‌های سغدی، زبان یغنابی است که در کوهستانی در تاجیکستان صحبت می‌شود.
زبان سغدی، از نظر تنوّع و حجم نوشته‌ها و نگاشته‌ها، مهم‌ترین زبان ایرانی شرقی است و نوشته‌های دینی بخش بزرگی از این مواد نوشتاری را در بر می‌گیرد. با وجود آن‌که در سنگ‌نوشته‌های پارسی باستان از سغد به عنوان منطقه‌ای با ویژگی‌های خود یاد شده، آثاری از شکل قدیمی‌تر زبان سغدی یعنی «سغدی باستان» باقی نمانده است.
زبان سغدی نسبت به فارسی میانه (پهلوی) بیشتر حالت کهن‌تر زبان‌های ایرانی را حفظ کرده است.

## کشف دوباره
زبان سغدی پیش از کشف گنجینهٔ تورفان درسین کیانگ چین، در اوایل سده بیستم میلادی، زبانی تقریباً ناشناخته بوده است. نخستین کسانی که پرده از راز زبان خاموش سغدی برگرفتند، محققان آلمانی بودند که در سال‌های آغازین سدهٔ بیستم با مطالعه یک متن مکشوف از تورفان این زبانِ تا آن زمان ناشناخته را سغدی نامیدند.
گرچه ابوریحان بیرونی در حدود هزار و اندی سال پیش با ذکر روزها و ماه‌ها و جشن‌های سغدی تلویحاً به این زبان اشاره کرده بود، اما در آغاز قرن بیستم است که زبان سغدی تولدی دوباره می‌یابد.
طی یکصد سال گذشته با پوشش هیئت‌های اکتشافی متعدد، آثار مکتوب این زبان به صورت پراکنده از نواحی نزدیک شهر سمرقند تا یکی از برج‌های داخلی دیوار بزرگ چین، و از مغولستان شمالی تا دره علیای رود سند در شمال پاکستان، کشف شدند.
با انتقال این اسناد به موزه‌های برلین، پاریس، لندن و سن پترزبورگ دانشمندان اروپایی و آمریکایی به مطالعهٔ این نوشته‌های کهن پرداختند و بسیاری از این متن‌ها به زبان‌های گوناگون اروپایی ترجمه شد. زبان‌شناسان، ویژگی‌های صرفی و نحوی زبان سغدی را مشخص کردند و حقایق بسیاری را دربارهٔ این زبان آشکار ساختند.

## ادبیات سغدی
سمرقند اهمیت زیادی در جادهٔ ابریشم شاهراه میان چین و دنیای غرب داشته است. نوشته‌های مورخان اسلامی حکایت از مهاجرت سغدیان پیش از اسلام و فعالیت‌های سغدیانِ تجارت‌پیشه در طول این جاده دارد. نتیجه بارز این امر اهمیت یافتن زبان سغدی به صورت زبان میانجی در جاده ابریشم بود. در پرتو همین نقش زبان سغدی است که بیشتر دست‌نویس‌های آن در این ناحیه به خصوص در نواحی اطراف تورفان به دست آمده است.
سغدیان تجارت‌پیشه، که واسطه انتقال کالا و فرهنگ و هنر میان چین و ایران و هند و روم بودند، به تبلیغ دین‌های بودایی و مانوی و مسیحی نیز پرداختند. از این رو، مواد نوشتاری سغدی بیشتر دینی و متأثر از سه دین نام برده است و، به همین اعتبار، به سه گروه متون سغدی بودایی، سغدی مانوی، و سغدی مسیحی بخش می‌شود.
مانویان هم مهارت نویسندگی داشتند و هم مترجمان بسیار زبردستی بوده‌اند. زبان متن‌هایی که آنان به سغدی برگردانده‌اند روان و زیبا و کاملاً متمایز از ترجمه‌ای الکن و پیچیده و ناقص مترجمان مسیحی و بودایی سغدی‌زبان است. متن‌های سغدی بودایی و مسیحی صرفاً از نظر فراوانی و تنوّع واژگان باارزش‌ند. اما، برای بررسی صرفی و نحوی زبان سغدی، باید به مطالعه متن‌های سغدی مانوی، به‌ویژه داستان‌های آن، پرداخت.
آثار غیر دینی سغدی در برگیرندهٔ کتیبه‌های متعدد، سکه‌های گوناگون -که تاریخ برخی از آن‌ها به سدهٔ دوم میلادی می‌رسد و در زمرهٔ کهن‌ترین نوشته‌های زبان سغدی است- سفالینه‌ها، نامه‌های باستانی، اسناد و مدارک، تعدادی داستان و چند متن طبی است.

### ادبیات بودایی
متن‌های سغدی بودایی، در حقیقت، آثار بازمانده ادبیات بودایی به زبان سغدی است. بخشی از این آثار در تون هوانگ، واقع در ترکستان چین و بخش دیگر از آن در واحه تورفان به دست آمده‌اند. این آثار شاید پرحجم‌ترین آثار ادبی زبان سغدی باشد که در صومعه‌های آسیای میانه از اصل چینی و هندی به زبان سغدی ترجمه شده‌اند و محتوای آن‌ها از مکتب مهایانه بودایی سرچشمه گرفته است. ادبیات سغدی بودایی نوعی ادبیات ترجمه‌ای و آکنده از اصطلاحات فلسفی و احکام آیین بودا است و بخش اعظم آن نمودار ادبیات بودایی چینی است که غالباً از آن ترجمه شده است.
بسیاری از متن‌های بودایی شناخته سغدی بازتاب نسخه‌های چینی آثار نوشتاری آیین بودایند تا بدان جا که ویژگی‌های واژه‌شناختی و اصطلاحی و سبکی نسخه‌های چینی مستقیماً در ترجمه سغدی نمایان است. مترجم سغدی، هرگاه که نتوانسته است واژه یا عبارتی سغدی برای برگرداندن تعبیر یا اصطلاحی خاص بیابد، به ترجمه واژه‌به‌واژه آن پرداخته است. حتی، در برخی موارد، تنها به آوانویسی واژه‌های مبهم چینی به خط سغدی بسنده کرده است.
از این‌رو درک و فهم این متن‌ها، بدون مراجعه به اصل چینی یا هندی آنها، اغلب دشوار و گاه غیرممکن است. در برخی موارد نیز، صورت سغدی واژه‌ها، در اثر تغییرات ناشی از نقش‌های دستوری، از صورت‌های سانسکریت دور شده‌اند.
تاریخ ترجمه متون سغدی بودایی روشن نیست. تنها، در یک مورد، تاریخ ترجمه (۷۲۸ میلادی) مشخص است؛ بنابراین، احتمال می‌رود که بخش بزرگی از این متونِ ترجمه‌ای متعلق به دوره اصلی پادشاهی دودمان تانک در آسیای میانه (نیمه دوم سده هفتم و نیمه یکم سده هشتم میلادی) باشد.

### ادبیات مانوی
اما متون سغدی مانوی از نظر زبان‌شناختی، در خور توجه و حایز اهمیت بسیار است. بخشی از این متون در برگیرنده ترجمه سغدیِ سرودها و متن‌های مربوط به کتاب‌های دینیِ مانوی از اصل فارسیِ میانه و پارتی و بخش دیگر شامل آثاری است که اصلاً به زبان سغدی نوشته شده‌اند. بیشتر این متون تکّه‌تکّه شده و آسیب زیادی دیده است. از جمله موضوع‌هایی که در این متن‌ها عرضه شده است تاریخچه کلیسا و فعالیت مبلّغانِ مانوی، کیهان‌شناسی، تقویم‌ها، اسطوره آفرینش مانوی، خطابه‌ها، نیایش‌ها، اعترافات، فهرست واژگان و تمثیل‌ها و داستان‌هاست. به‌طور کلی، در این متن‌ها، مطالب فلسفی و بنیادی آیین مانی اغلب با بیانی آمیخته به تمثیل و داستان مطرح می‌گردد.
غالب این آثار به الفبای مانوی و بخشی هم به الفبای سغدی بودایی نوشته شده است.
مانویانِ سغدی زبان نیز، در انتقال افسانه و داستان از شرق به غرب و از غرب به شرق، نقش مهمی داشته‌اند.

### ادبیات مسیحی
متون سغدی مسیحی نیز، در واقع، نوعی متون ترجمه‌ای و حاوی داستان‌هایی از زندگی شهدا و قدیسان مسیحی، قطعات و روایت‌هایی از انجیل، چندین موعظه، حکایت‌هایی از آباء کلیسا، کتاب مزامیر، داستان پیامبران، سرودهای نیایش، آراء بزرگان کلیسا، کلمات قصار و عبارات پندآمیز است. این متن‌ها از اصل سریانی به سغدی برگردانده شده است و، از آن‌جا که مترجمان مسیحی سغدی زبان به ترجمه واژه به واژه متن سریانی به سغدی و نحوه بیان آن پای‌بند بوده‌اند، ترجمه‌های آنان خالی از ابتکار و تقریباً فاقد ارزش ادبی است.
غالب این آثار به الفبای سطرنجیلی و اندکی هم به الفبای سغدی بودایی نوشته شده است.

## سغدی در بخارا
زبان اصلی شهر بخارا پیش از رواج فارسی در این شهر، زبان سغدی بود.
مقدسی در احسن‌التقاسیم (ص. ۴۹۱) در مورد زبان سغدی چنین آورده است: «سغدیان را نیز زبانی جدا است که نزدیک به روستائیان بخارا می‌باشد و چند گونه است که همگی آن‌ها را می‌فهمند. من پیشوای بزرگوار ابوبکر محمد بن فضل را دیدم که بدان بسیار سخن می‌راند. کمتر شهری از آن‌ها که یاد کردم، یافت می‌شود که روستایش زبان جداگانه نداشته باشد.»
در زمان فتح بخارا از سوی سعید بن عثمان به سال ۵۶ هجری (۶۷۵ میلادی) و سدهٔ پس از آن نیز زبان بخارا و پیرامون آن سغدی بوده است.

## تأثیر در فارسی
از وام‌واژه‌های سغدی در فارسی می‌توان به واژه‌های آغاز، ملخ، فغ، قاطر، خاتون، (در فغفور)، جغد، لائیدن، تَرَنجیدن (درهم فشرده شدن)، آسیمه (در سرآسیمه)، بساک، ستیغ (ستیخ)، سنگ‌سار، راغ، آغشت (آغشته)، زیور، برخی، اُتاق، وام (فام) اشاره کرد.
منطقه‌ای که رودکی، نخستین شاعر معروف پارسی نو، در آن زاده شد و زیست در دوره‌های پیشین منطقه‌ای سغدی‌زبان بود و تأثیر این زبان بر فارسی دوره‌های اولیه، یعنی فارسی دوره رودکی هنوز نمایان بود. برآورد می‌شود که در سروده‌های باقی‌مانده از رودکی در حدود ۸۰ واژه سغدی به‌کار رفته است.
بررسی وام‌واژه‌های سغدی به کار رفته در شاهنامه نشان می‌دهد که از میان حدود ۵۶ وام‌واژه سغدی دخیل در فارسی، حدود ۲۷ وام‌واژه، بنابر معجم، شاهنامه، لغت شهنامه، لغت فرس، و غیره، در شاهنامهٔ فردوسی آمده است، حال آن که با احتساب موارد مشکوک، یعنی مواردی که در نسخه‌های معتبر نیامده، فقط ۱۳ وام‌واژهٔ سغدی (اعم از اصلی یا هم‌آوا میان فارسی و سغدی یا واژهٔ سانسکریت دخیل در سغدی) در شاهنامه به کار رفته است که ۴ مورد آن هم فقط یکبار آمده است. اگر ضبط صورت اصلی وام‌واژه را در نسخه‌های معتبر در نظر بگیریم تعداد آن‌ها از این هم کمتر می‌شود.

## برای مطالعهٔ بیشتر
- ویلیامز، نیکلاس سیمز (۱۳۹۰). «سغدی». راهنمای زبان‌های ایرانی. ج. ۱. ترجمهٔ آرمان بختیاری، عسکر بهرامی، حسن رضایی باغ‌بیدی، نگین صالحی‌نیا. تهران: انتشارات ققنوس. شابک ۹۶۴-۳۱۱-۴۰۳-۱.
- یارشاطر، احسان (۱۳۳۶). «زبانها و لهجه‌های ایرانی». فصلنامه دانشکده ادبیات و علوم انسانی دانشگاه تهران. تهران (۱و۲): ۱۱ تا ۴۸. دریافت‌شده در ۳۰ ژوئن ۲۰۲۴.
- SIMS-WILLIAMS, N (2004). "IRAN iii. LANGUAGES Sogdian and Bactrian in the early Islamic period". Encyclopaedia of Islam (به انگلیسی). Vol. ۱۲ (2nd ed.). Leiden: E. J. Brill. p. 426-425.